# Space Raiders (film)
Space Raiders è un film di fantascienza del 1983 diretto da Howard R. Cohen.
Molte scene nello spazio e l'intera colonna sonora sono state prese dal film del 1980 I magnifici sette nello spazio.

## Trama
Una bambino di 10 anni viene rapito accidentalmente da un'astronave piena di un equipaggio di pirati spaziali.